# 紫外線

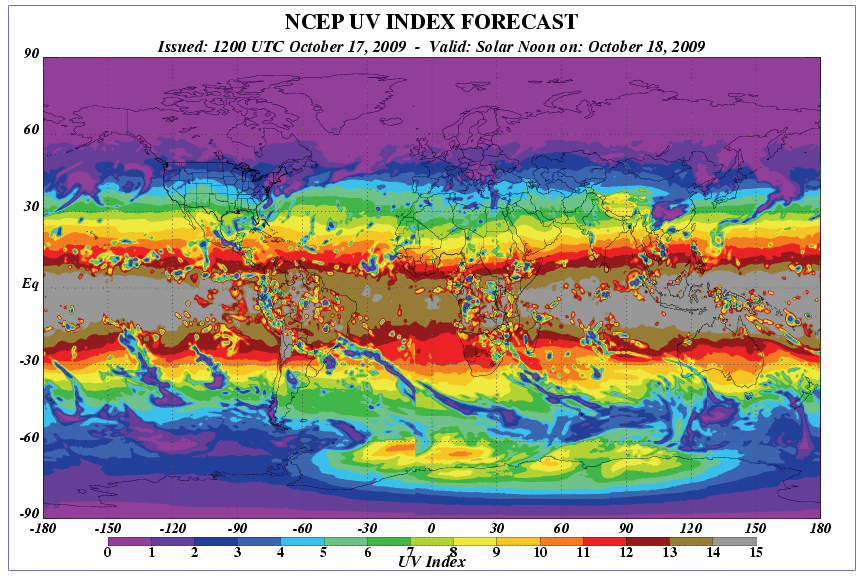
UVインデックス（紫外線指数）

紫外線（しがいせん、英: ultraviolet）は、波長が10 - 400 nm、即ち可視光線より短く軟X線より長い不可視光線の電磁波である。可視光線の紫色の外側という意味で紫外線という。1960年代（昭和35年）以前の呼び名は菫外線（きんがいせん）とも。また、英語の ultra-violet からUVと省略される。

## 概要
赤外線が熱的な作用を及ぼすことが多いのに対し、紫外線は化学的な作用が著しい。このことから化学線とも呼ばれる。紫外線の有用な作用として、殺菌消毒・ビタミンDの合成・生体に対しての血行や新陳代謝の促進、あるいは皮膚抵抗力の昂進（こうしん）などがある。
波長による分類として、波長 380–200 nm の近紫外線 (near UV)、波長 200–10 nm の遠紫外線もしくは真空紫外線（far UV (FUV) もしくは vacuum UV (VUV)）、波長 121–10 nmの極紫外線もしくは極端紫外線(extreme UV,EUV or XUV)に分けられる。また、人間の健康や環境への影響の観点から、近紫外線をさらに UVA (380–315 nm)、UVB(315–280nm)、UVC (280–200nm) に分けることもある。なお、以上の分類とは別に、IBMのリン博士が用いた深紫外線（Deep-UV、DUV、リン博士の概念では200～300nmの波長域）という概念が用いられることがあり遠紫外線と混同されることがあるが波長域が異なる。
太陽光の中には、UVA, UVB, UVCの波長の紫外線が含まれているが、そのうちUVA, UVBはオゾン層を通過し、地表に到達する。UVCは、地球の大気による吸収が著しく、通過することができない。地球の地表に到達する紫外線の99%がUVAである（UVCは、オゾンの反応で生成されるものもある）。
物質の屈折率は、入射した光の波長に依存する。光学部品（光学窓やレンズなど）の素材としてよく用いられるガラスは、紫外線の波長域では吸光係数が著しく増大し、透過率が急激に減少する。このため、ガラスを使った光学部品で、紫外線光を取り扱う事は困難であり、特殊な材料を使用した専用の光学部品が使用される（例えば、石英ガラス［波長 200 nm 以上で使用可］やフッ化カルシウム (CaF2)、フッ化マグネシウム (MgF2)［150 nm 以上で使用可］）。
紫外線はガンマ線などの強透過性放射線のような透過力がなく、表面のごく近傍で吸収されてしまうことから、紫外線の照射量は吸収線量ではなく照度(mW/cm2)と積算光量(mJ/cm2)の積で表現される。

## 語源
人間の視覚は、波長の短い光を「紫色光」として感じとるが、その下限は 360 - 400 nm 付近とされ、それより波長の短い光は知覚できない。すなわち紫外線である。
英語の ultraviolet も「紫を超えた」という語から来ている（ラテン語の ultra は、英語の beyond に相当）。
日本語では、紫外線と呼ぶのが一般的であるが、violet をスミレ色とも訳すことから、菫外線（きんがいせん）と呼ばれることもある。菫外線の表記は、紫外線より少ないものの、1960年代以前は学術用語としての用例があるが、1960年代以後の用例は極めて希である。

## 紫外線の波長ごとの特徴
近紫外線 （波長 200–380 nm）
UV-A （波長 315–380 nm）
太陽光線由来のもののうち、5.6%が大気を通過する。冬季及び朝夕でもあまり減衰しない。皮膚の真皮層に作用し蛋白質を変性させる。皮膚の弾性を失わせ老化を促進する。細胞の物質交代の進行に関係しており、細胞の機能を活性化させる。また、UV-Bによって生成されたメラニン色素を酸化させて褐色に変化させる。日焼けとしては色素が沈着し皮膚が黒くなる、いわゆるサンタン (suntan)と呼ばれる日焼けを引き起こす。
UV-B （波長 280–315 nm）
太陽光線の由来のもののうち、0.5%が大気を通過する。表皮層に作用し、色素細胞がメラニンを生成し防御反応を取る。これがいわゆる日焼けである。この際ビタミンDを生成する。日焼けとしては皮膚が赤くなり痛む、いわゆるサンバーン (sunburn)と呼ばれる日焼けを引き起こす。なお、こちらの日焼けの場合も最終的には色素の沈着と黒化を引き起こす。
UV-C （波長 200–280 nm）
オゾン層で守られている地表には到達しない。強い殺菌作用があり、生体に対する破壊性が強い。ハロン系物質によりオゾンホールが発生すると、地表に到達して生物相に影響が出ることが懸念されている。
遠紫外線、真空紫外線 (VUV, Vacuum UV) （波長 10–200 nm）
酸素分子や水蒸気分子によって吸収されるため、地表には到達しない。真空中でないと透過しない（窒素分子は 150 nm 程度以上の波長であれば透過する）ため「真空紫外線」 (vacuum ultraviolet)と呼ばれる。
極端紫外線 （波長 10–121 nm）
極紫外線とも呼ばれる。極端紫外線は、物質の電子状態の遷移により放出される。X線との境界はあいまいである。30 nm 近辺の波長は、価電子帯の電子が伝導帯に遷移する際に放出されるのに対し、それより短い波長のものは、内側の核電子のエネルギー状態の変化により放出される。この長波長側の端は、He+によるEUV/XUV放射が 30.4 nm である。波長の短いものはサイクロトロン放射によっても放出される。この領域の紫外線は、X線と分類されることもある。

## 紫外線の発見
17世紀に、アイザック・ニュートンがプリズムを用いて、可視光線が赤から紫に至る多数の色の光線から成り立っていることを証明したが、その後、この見える光線のほかに、見えない光線が存在すると考えられるようになった。1800年、イギリスのウィリアム・ハーシェルによって赤外線が発見され、この考えが立証されるとすぐ、ドイツの物理学者ヨハン・ヴィルヘルム・リッターが、スペクトルの反対側である、紫より短いスペクトルを探し始めた。1801年、リッターは光に反応する塩化銀を塗った紙を使用して、紫の外側の目に見えない光を発見した。これは化学光(chemical light)と呼ばれた。その頃、リッターを含めた科学者は、光は「酸化発熱要素」（赤外線）、「照明要素」（可視光）、「水素化還元要素」（紫外線）の三つから構成されていると結論づけていた。スペクトルの他の領域との統合はマセドニオ・メローニ、アレクサンドル・エドモン・ベクレルらの研究まで分からなかった。その間、紫外線は、「化学線放射 (actinic radiation)」とも呼ばれていた。その後、1893年にドイツのヴィクトール・シューマンによって真空紫外線が発見された。

## 紫外線による健康への影響
人間が、太陽の紫外線に長時間さらされると、皮膚・目・免疫系へ急性もしくは慢性の疾患を引き起こす可能性がある。UVCは高エネルギーであるためUVAやUVBよりはるかに危険である。UVCはオゾン層を透過しないため、太陽からのUVCは地上には届かないため過去ほとんど注意が払われていなかった。しかし、人工的に発生された場合200 nmより長波長のUVCは大気を伝播することが可能であり注意が必要である。例えば、250 nm程度のUVCを使用する浸漬型紫外線減菌装置などは装置の外で紫外線光源のスイッチを入れれば被曝の危険性がある。
一方222nmのUVCなど紫外線の波長によっては角質層や角膜の最表層までしか届かないものもあり、これらはヒト・動物のいる空間全体に照射したり褥瘡創傷に直接照射することも可能である。

チミン二量体の生成によるDNA損傷

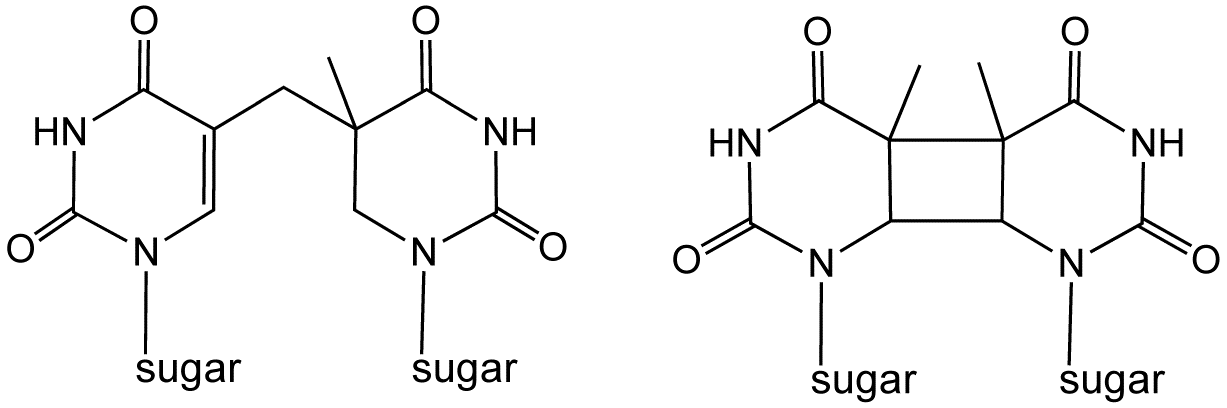
チミンの光二量体。左:胞子の光生成物。右:シクロブタンピリミジン二量体

### 皮膚
紫外線はたんぱく質を変性させるため、皮膚に紫外線が照射されるとコラーゲン繊維および弾性繊維にダメージを与えて皮膚を加齢させる。
波長の長いUVAの危険性は近年まで軽視されてきたが、皮膚の加齢、DNAへのダメージ、皮膚がんへのリスクはゼロではない。このうち特に、皮膚の加齢は、波長が長くUVBより深く皮膚の中に浸透し、皮膚の張りを保つ弾性繊維を徐々に破壊する主要因となっている。また、一度破壊された弾性繊維は回復しない。UVAはUVBと比べて、大気中での減衰が少なく、UVBの減少する冬期や朝夕でも比較的多く降り注いでいる。日焼けのうちサンバーンを引き起こすことはないがサンタンを引き起こす。日焼けサロンで照射されるのは、主にUVAである。ただし、その際に皮膚の老化を加速していることも忘れてはならない。UVAはSPFテストで測定することができない。
UVBは日焼けのうちサンバーンを引き起こす。UVCは最も波長が短く危険であるが、大気中で減衰し、ほとんど地上には届かない。UVB、UVCは、皮膚がん発現のリスクを伴う。生物のDNAは吸収スペクトルが 250nm 近辺に存在している。DNAに紫外線が照射されるとDNAを構成する原子が励起される。この励起はDNA分子を不安定にして螺旋構造を構成する「はしご」を切り離して隣接する塩基同士でチミン-チミン、シトシン-シトシン、ウラシル-ウラシル等の二量体を形成する。この二量体が遺伝子中のコドンを乱れさせ、DNA配列の不正配列、複製の中断、ギャップの生成、複製や転写のミスを発生させる。このことにより正常に遺伝子が機能しなくなった場合にがん等の突然変異を引き起こす。
紫外線による突然変異は、バクテリアにおいて簡単に観察される。これは、地球環境問題でオゾンホールやオゾン層の破壊が懸念される理由の1つである。ただ近年はこの常識から外れるFar-UVCと呼ばれる「人の目や肌に無害な波長域」が200~230nm、特に222nmを中心に研究されており、有人環境下での殺菌の実現の可能性が高まっている。(2020年9月よりこの波長域を使った市販製品が発売され、国立病院等を中心に2022年段階で4000か所以上で稼働している)
紫外線照射に対する生体の防御反応として、人間の体では茶色の色素のメラニンを分泌して皮膚表面に沈着させる（これを「日焼け」という）ことにより、それ以上の紫外線の皮膚組織への侵入を防ぎ、より深い皮膚組織へのダメージを軽減させようとする。この分泌度は人種によって異なっているため、このことが皮膚の色の違いによる人種の区別をもたらしている。
市販の日焼け止めローション・クリームも紫外線の進入を防ぐ効果を利用している。これらの製品では、「SPF値」「PA」と呼ばれる紫外線防御効果が記載されている。SPF値は Sun Protection Factor の頭文字で、主に日焼けの原因であるUVBの遮断率を表している。SPF25の場合は、無対策の場合と比較して紫外線が1/25になり、SPF100は1/100になる。PAは protection of UVA の略で、UVAの遮断に対する効果を表している。PAは+（効果がある）、++（効果がかなりある）、+++（効果が非常にある）、++++（効果が極めて高い）の4段階で表記される。PAがSPFと異なり、数値で表記されないのは、UVAのブロック率を評価する良い分析法が存在しないためである。

### 目
強度の強いUVBは目に対して危険で、雪眼炎（雪目・雪眼）や紫外眼炎（電気性眼炎）、白内障、翼状片と瞼裂斑形成になる可能性がある。
保護メガネは、紫外線（特に短波長の紫外線）にさらされる環境で働く場合（電気溶接作業）や、その様な環境（雪山やスキー場のゲレンデなど）にいる場合には有効である。保護メガネで覆われていない横から目に入る紫外線を防止するために、高高度の登山家が使用するようなゴーグル状の完全に覆われた保護メガネを使用したほうが曝露に対するリスクが減少する。登山家は、高高度では地表に比べて大気による減衰が小さくなり、さらに雪や氷による反射が存在することが加わり、通常より高いレベルの紫外線にさらされるためそのような完全に覆われた保護メガネを使用している。
通常のメガネは、わずかの保護効果がある。ガラスはUVAに対して透明であるのに対し、プラスチックは通過率がガラスより低いため、プラスチックレンズは、ガラスのレンズより保護効果があり、材質(例えば、ポリカーボネート)によっては、ほとんどの紫外線が妨げる場合もある。ただし、いくら良いレンズによる保護措置を行ったとしても、レンズ以外の経路を経由した紫外線からは目を完全に守ることはできない。
眼鏡に十分な紫外線対策を期待するならば、フレームの形状も考慮するべきである。上部からの紫外線の侵入を減らすため、外出時はつば付きの帽子の併用が奨められる。レンズ以外の経路を経由する光を確認するには、レンズの部分をアルミホイルのような不透明なもので覆って、明るい光のそばに立つことで確認することができる。ほとんどのコンタクトレンズは紫外線を吸収し、網膜を保護する。
ただし、紫外線カットの眼鏡やコンタクトレンズの日常的な使用については、慶應義塾大学の臨床研究で近視の進行を招く可能性が示唆されている。紫外線カットの眼鏡やコンタクトレンズが近視抑制作用のあるバイオレット光までカットしてしまっているからだと慶応大学医学部では考えている。

### 紫外線による利点
紫外線による利点は、皮膚におけるビタミンDの生成である。グラント (2002)は、UVB照射時間が短いことが、ビタミンDの欠乏を起こし、アメリカ合衆国で何万もの死者が生じていると主張している。アメリカ合衆国では日照の少ない緯度の高い地域での大腸癌、乳癌、卵巣癌、多発性硬化症の相対的な多発が指摘されている。ビタミンD欠乏は、骨軟化症（くる病）を生じさせ、骨の痛みや、体重増加時には骨折などの症状を生じさせる。
他にも皮膚の疾患(例えば乾癬と白斑)の治療において、紫外線の利用が可能である。これには、311nmの波長による紫外線が効果的である。また、精神病の治療に、精神賦活薬（PUVA療法）とともに、UVA、UVB紫外線が利用される場合がある。

## 利用

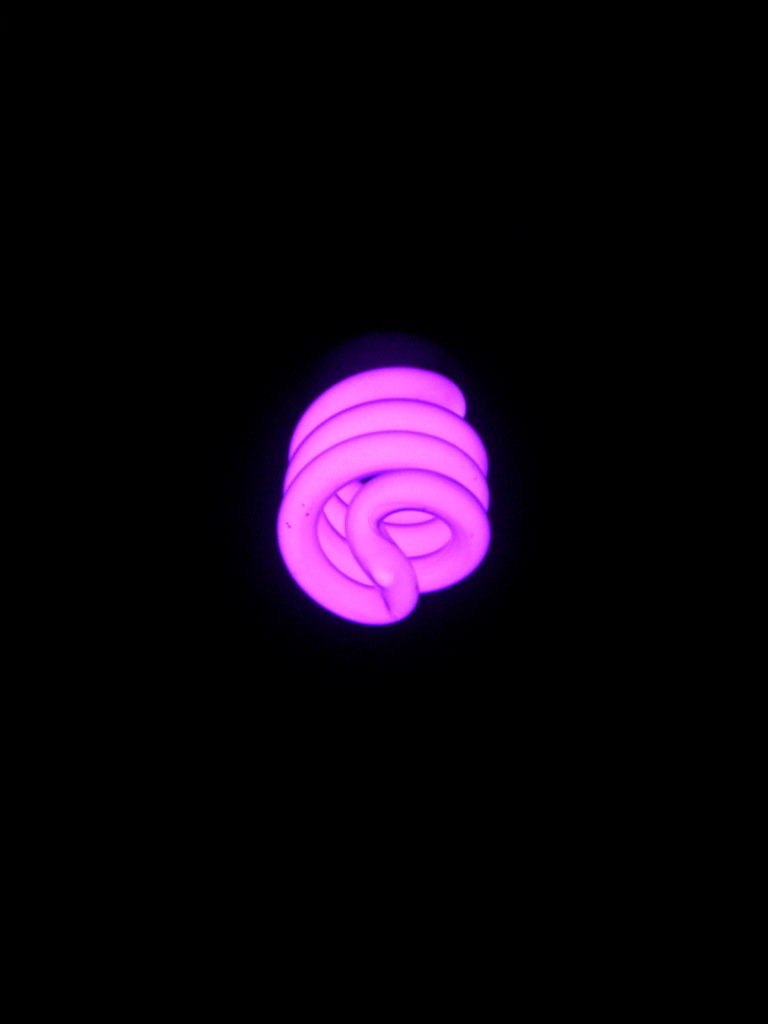
紫外線による蛍光

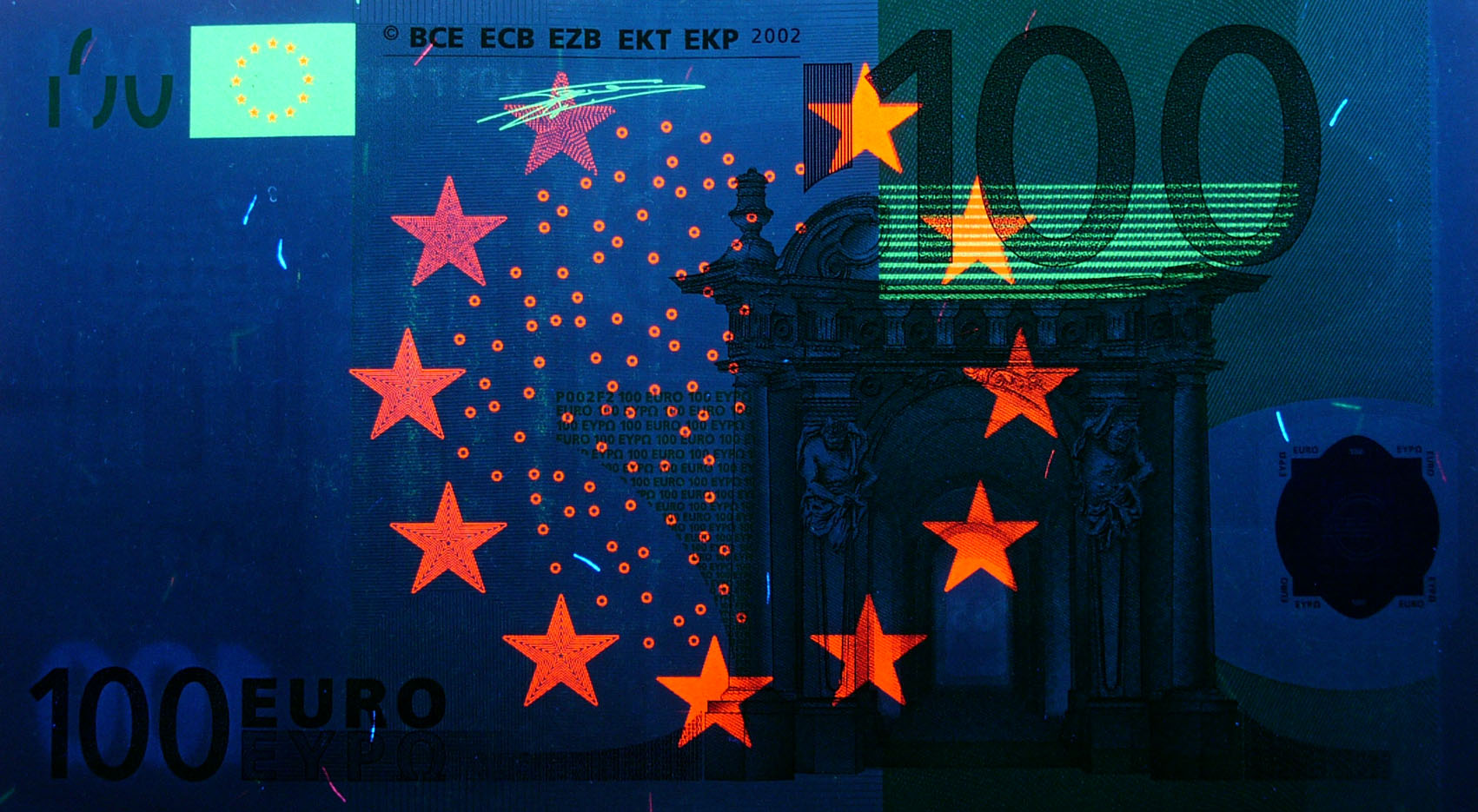
紙幣に印刷された蛍光物質の紫外線による蛍光

### ブラックライト
紙幣や重要な証明書（例えば、健康保険証・運転免許証・旅券 (パスポート)）には、偽造防止のため、紫外線照射時に見ることの出来るマークを含むものがある。ほとんどの国が発行しているパスポートは、紫外線感度の高い蛍光物質を含むインクで偽造防止の細い線が書かれている。
例えば、ウクライナの査証スタンプとステッカーは、通常の可視光の下の裸眼では見えないが、紫外線照射時に見ることの出来る大きくて詳細な紋章が書かれている。また、アメリカ合衆国により出されるパスポートは、最後のページのバーコードに沿って紫外線の感度の高い偽造防止の細い線が存在する。暗所で紫外線を照射することにより、これらのマークが光を発して浮き上がって見える。カラーコピーやインクジェットプリンターでは、これらを再現することが出来ないので、偽造品を見分けることができる。また日本国旅券でも、証明写真の横に紫外線感度の高い蛍光物質を含むインクで、顔写真と旅券番号が印刷されている。

#### 公衆便所での薬物乱用の阻止
ブラックライトは、一部の国の公衆便所や公共の輸送機関で薬物の乱用の阻止を目的として設置されている。これらのライトの青い色は、皮膚の蛍光と組み合わさって、薬物常習者が静脈を見つけることを困難にする。しかし、麻薬常習者が公衆便所の外で静脈の位置に印をつけ、中でその印を確認できることから、このライトの有用性は疑われている。抑止効果に関しての裏づけとなる証拠はない。

### 蛍光灯
蛍光灯は、低圧の水銀蒸気をイオン化することにより紫外線を作り出す。蛍光管の内側の蛍光物質は、紫外線を吸収しそれを可視光線に変える。
水銀蒸気の放射する紫外線はUVC領域であり、蛍光物質を塗布されていない水銀アーク灯からの放射を防備なしに皮膚や目に受けることは非常に危険である。一般的な蛍光灯のガラスはUVC領域の透過性の悪いガラスが使われているため蛍光物質が部分的に剥がれても危険は生じないが意図的にUVC領域を放射させる事を目的とした殺菌灯は透過率が極めて優れる石英ガラスが使用されているため直視することは大変危険である。
水銀灯の光は、離散的な波長で構成されている。より、連続発光スペクトルに近い紫外線源としては、キセノンアーク灯（太陽光のシミュレータに使用される)、ジュウテリウムアーク灯、水銀キセノンアーク灯、金属-ハロゲン化物アーク灯とタングステンハロゲン白熱灯等がある。また水銀灯やメタルハライドランプも発光管に石英ガラスが使われており外側のバルブが破損状態で点灯しているのもUVCが強力に放射されているため直視は極めて危険である。死亡者もいる。

### 天文学
天文学において、非常に熱い物体は紫外線を放射する(ウィーンの変位則)。しかし、地上から紫外線観測を行うことは、オゾン層の存在により難しいので、ほとんどの観測は宇宙から行われることになる。(紫外線天文学、宇宙望遠鏡を参照)
例えば、1990年代のNIXT、MSSTA、最近のSOHO/EIT、TRACE等の観測衛星において使用されている。

### 紫外線を用いた害虫駆除
紫外線を用いた害虫駆除装置が、羽虫などの昆虫駆除に使用される。紫外線（誘虫灯）により引き寄せられてきた昆虫は、装置の感電で死亡するか、罠により捕獲される。

### 可視分光光度法
紫外・可視・近赤外分光法は、化学構造解析のような化学分析技術として広く使用されている。紫外線照射は、試料に蛍光剤が存在するかを確認のために、可視分光光度法において使用される。

### 鉱物の解析
紫外線ランプは、鉱物や宝石を調べたり、さまざまな含有物の検証を行う際に使用される。これらの含有物は可視光の元でも確認できるが、紫外線を照射した際、長波長と短波長の紫外線では、異なる蛍光を示すことがある。
このように紫外線による蛍光を利用した紫外線蛍光色素は、様々な用途に使用されている(たとえば、生化学的用途や犯罪捜査の用途)。蛍光たんぱく質 (GFP; Green Fluorescent Protein)は、遺伝学でのマーカーとして使用される。たんぱく質の様な多くの物質は、紫外線に対して吸収帯域を持ち、これは生物化学分野もしくは関連する分野で関心がもたれている。その様な研究には、紫外線吸収分光光度計が使用される。

### フォトリソグラフィ
半導体(IC, LSI)の露光工程において、微小パターン形成には、波長の短い光を用いた露光が必要となる。このフォトリソグラフィには、紫外線が使用される。
フォトリソグラフィでは、半導体表面に塗布された、フォトレジストと呼ばれる感光性の樹脂に、フォトマスクと呼ばれるガラス板上に描かれた図形を通して紫外線を照射し、マスク上に書かれた構造をフォトレジスト上に転写する。その後、この様に形成されたレジストをさらにマスクとして、エッチング、メタル形成、酸化膜形成等を行い、目的の構造を作成する。
初期のフォトリソグラフィでは、光源にg線 (436 nm) が使用されていたが、その後、加工構造の微細化に伴い、i線 (365 nm)、KrFエキシマレーザー (248 nm)、ArFエキシマレーザー (193 nm)、F2エキシマレーザー (157 nm) と短波長化が進み、更に短波長化を進めるため、これらの液浸エキシマレーザーも開発されている。研究段階ではEUV（EUVリソグラフィ）、X線を用いた露光装置もある。
この様なフォトリソグラフィは半導体やICのみならず、プリント基板の製造においても使用されており、紫外線はエレクトロニクス産業では広く使用されている。

### 電気的絶縁のチェック
紫外線の新たな用途として、電気試料上のコロナ放電 (単に「コロナ」と呼ばれる)を観測することがある。試料の絶縁の劣化や汚染はコロナを引き起こす。そのコロナでは高電界が空気をイオン化し、窒素分子を励起し、紫外線の放射を引き起こす。コロナは試料の絶縁性を低下させる。コロナはオゾンとわずかな酸化窒素を作り出し、酸化窒素は、周囲の空気中の水分と反応し亜硝酸もしくは硝酸の蒸気を作りだす。

### 殺菌
紫外線ランプは生物学研究所と医療施設で場所や道具の殺菌に使用される。市販の低圧水銀灯は 254 nm の紫外線を86%放射する。DNAの紫外線に対する吸収スペクトルは、約 265 nm と約 185 nm の2箇所にピークを持ち、この 254 nm は、その片方とよく一致する。185 nm の紫外線は、DNAへの吸収率としては良いが、空気中の酸素や、ランプに使用される石英ガラスが、185 nm に対して不透明であるため、この用途には使用されない。近年は200nm~230nmの波長域をFar-UVC(遠紫外線)と定義し、特に222nmを使った有人環境下での殺菌の可能性の研究が盛んであり注目を集めている。この波長域はウイルスなどの微生物に対してDNA等の核酸に対する吸収性と、エンベローブ等のタンパク質への吸収性の両方の特性を持ち、254nｍに近い殺菌効果を発揮する一方、より大きな人細胞に対しては浸透力が足りず最上皮の角質層までしか届かないため、従来の常識では考えられなかった有人環境下での利用が可能となり、規制の範囲内での照射に限られるものの市販品の販売にまで至っている。

### 上水道の殺菌
- 紫外線は効果的な殺ウイルス、殺菌効果を有している。これを排水処理施設のみでなく、上水道の殺菌処理に使用するということが、世界で実施されている。太陽水殺菌(Solar water disinfection、SODIS)と呼ばれる工程は、スイスの研究機関により広く研究され、少量の水の処理には利用可能であることが証明された。この工程では、汚染された水を透明なプラスチックビンに入れ、6時間強烈な日光を浴びせる。汚染された水は2つの同期した装置においてこの処理を行われ、UVA (波長: 320–400 nm) の照射を受け、水温が上昇する。水温が50度より上昇すれば、殺菌工程は3倍の速度になる。日本では次亜塩素酸ナトリウムによる塩素殺菌を行っているが、1970年代後半から、塩素と水中の有機物の反応によるトリハロメタンによる発ガン性物質の生成が問題となり、紫外線による消毒が注目をあびている。日本の上水道基準はWHO基準より厳しく、発がん性が問題となるほど塩化物は含有されていないが、浄水器メーカーなどが危険性を煽っている事が多い。次亜塩素酸ナトリウムによる水道水の殺菌は、塩素が残っている限り持続するが、紫外線の殺菌は瞬間的であるため、時間経過により細菌が増殖する。特に汲み置きは危険である。
- この紫外線殺菌は、紫外線からDNAを守る細胞壁等を持っている原生生物（例えば、ジアルジア）と比較して、むき出しに遺伝情報を持っているバクテリアやウイルスに対して有用であると考えられていた。しかし、近年、紫外線が微生物であるクリプトスポリジウムの駆除に効果的であるということが発見された。その報告結果では、実際に飲料水を処理する方法として、2つの米国の特許と紫外線を利用している。

実験はジアルジアが excystation の状態であるより、infectivity の状態にあるとき、UVCの放射に非常に影響されやすいことが判明した。これにより、原生生物は高照射のUVCに対して耐性があるが、低照射で殺菌されることが判明した。

### 食品加工
消費者による「新鮮」もしくは「新鮮に近い」食品の要求により、食品加工手法に非加熱的な方法を使用する要望が増加している。更に、食中毒に対する危険を避けるための食品加工方法の改善要求も存在する。
紫外線は、不要な微生物の除去のために、食品生産において使用されている。例えば、フルーツジュースの低温殺菌工程では、強度の強い紫外線の照射が使用されている。この工程の効果はジュースの紫外線吸収度(ビールの法則)に依存する。

### 火災報知機
火災報知機には、紫外線の検知器が用いられる。物質は燃焼する際に特有のスペクトルを放出するが、ほとんどの物質(例えば、炭化水素・金属・硫黄・水素・ヒドラジン・アンモニア等)は紫外線領域と赤外線領域両者に発光スペクトルを持つ。例えば、水素が燃える炎は、185–260 nm の範囲で強く、赤外線領域で弱く発光が存在する。一方、石炭の炎は非常に弱い紫外線と非常に強い赤外線の波長の光を放出する。このように火災検知器は、紫外線と赤外線両者の検知器を備えた方が、紫外線のみの検知器より信頼性が向上する。
全ての炎には、多少の差はあるがUVBバンドの放射が存在する。一方、太陽の光におけるこのバンドの紫外線は地球の大気により吸収される。その結果、紫外線検知器は、太陽の光に反応し警報をならさず(「太陽に対して不感」)、検知器は室内外どちらにおいても使用可能である。
火災以外の用途として、紫外線検知器は、アーク放電・電気火花・稲妻・非破壊検査に使用されるX線、放射性物質の検知にも使用される。
紫外線吸収ガスや蒸気は、炎からの紫外線を減少させ、炎の検知能力を減少させる。同様に霧状のオイル（オイルミスト）の存在や、検知器上へのオイルの皮膜の付着は同様の効果をもたらす。
これらの紫外線検知器は、シリコンカーバイド (SiC) と窒化アルミニウム (AlN) を用いた、固形デバイスを用いたものと、光電管の原理を利用したガス管を用いたものがある。

### 光反応性の樹脂(接着剤等)
一部の接着剤や保護膜は、光反応性の樹脂を成分としている。特定の波長の紫外線を適切な量と強さで照射することにより、光反応(重合)が生じる。接着剤等の樹脂は硬くなるか、分解される。この反応は非常に早く、数秒もかからない。用途は、ガラスやプラスティックの接着、光ファイバーの保護、床の保護、オフセット印刷の紙仕上がりと歯の充填材、フォトリソグラフィーに使用されるフォトレジスト等が存在する。工業製品における３D光造成技術や活版印刷にも使われている。

### EPROMの消去
UV-EPROMなどEPROM (消去可能プログラマブル読み込み専用メモリ: Erasable Programmable ROM) の一部は紫外線の照射によりメモリ内容の消去が可能である。EPROMは電源を切っても記憶内容が消えないROMとして使用できるが、チップに紫外線を照射することでメモリの消去が可能である。書き込みと消去にはストレスがかかるため、通常、書き換え可能回数は20回前後であると言われている。

### 低表面エネルギーポリマーの前処理
紫外線は表面エネルギーの小さいポリマーを接着する際の前処理に利用される。紫外線を浴びたポリマーは酸化し、ポリマーの表面エネルギーが上昇する。ポリマーの表面エネルギーの上昇により、接着剤とポリマー間の結合は強くなる。

### 医療分野での期待
牛海綿脳症（BSE）などで取り上げられるプリオンの分解性について、赤道直下の日照地帯における罹患率と両極地域付近では差異は見られるものの、脳内に沈着しているとされるアミロイドについて、血液脳関門を通過させる薬剤と脳内で結合反応をさせて、頭蓋骨に微小な穴を開け、そこから光ファイバー等で紫外線を沈着部位全体に照射するなどして、分解するという発想や構想を持つことができるが、そのような事例はない。

### 視覚
鳥類など一部の生物は紫外線を色覚として認識している。

## 地球環境と紫外線の増加
1970年代以降、極圏上空のオゾン層の減少により、とくに南極上空においてオゾンホールが発生するようになり、南半球南部、とくにオーストラリアやニュージーランドなどにおいて紫外線量が急増した。オゾンホールは1985年ごろに発見され、1990年代半ばまでは急速に広がったものの、それ以降は1987年のモントリオール議定書によるフロンガスの国際的な生産・使用規制などによってオゾン層の破壊のスピードが弱まり、規模の拡大はほぼ止まった。しかし一度拡大したオゾンホールの規模は縮小することはなく、2010年代に入っても大規模なまま推移しており、紫外線量も上記地域において増加したままである。また、日本などの中緯度地帯においても、つくば市や札幌市付近のデータでは、1990年代以降紫外線は緩やかにではあるが増加傾向を示している。
こうした紫外線の増加とそれによる被害の増加を受けて、世界保健機関 (WHO)などが紫外線の強さをいくつかの段階によって表した「UVインデックス」を開発し、それに基づいて日本では気象庁は防災情報のひとつとして紫外線情報を発出し、市民に注意喚起を行っている。